# فرط ضغط الدم الثانوي
فرط ضغط الدم الثانوي (بالإنجليزية: Secondary hypertension)‏ والذي يدعى أحيانا فرط ضغط الدم غير الأساسي (بالإنجليزية: inessential hypertension)‏ هو أحد أنواع فرط ضغط الدم والذي يتميز عن فرط ضغط الدم الأساسي بوجود سبب معروف لحدوثه، وهذا النوع أقل حدوثا ويمثل حوالي 5% من حالات الإصابة بفرط ضغط الدم. ومن أهم أسبابه أمراض الغدد الصماء وأمراض الكلية والأورام، بالإضافة أنه قد يكون أثرا ضائرا لعدد من الأدوية.

## انواعه

### فرط ضغط الدم الناجم عن الأوعية الكلوية
- فرط ضغط الدم الناجم عن الأوعية الكلوية، ويحدث لسببين رئيسيين هما خلل التنسج العضلي الليفي والتضيق العصيدي بالإضافة لداء السكري

### فرط ضغط الدم الثانوي الناجم عن أمراض كلوية أخرى
- مرض الكلى المزمن
- مرض الكلية - تضيق الشريان الكلوي
- نقص التنسج القطعي الكلوي

### فرط ضغط الدم الثانوي الناجم عن أمراض الغدد الصماء
- فرط ضغط الدم عصبي المنشأ، والذي يحدث نتيجة زيادة في إبينيفرين أو نورإبينفرين مما يؤدي لتضيق الأوعية الدموية.[1][2]
  - ورم القواتم
- فرط الألدوستيرونية (داء كون)
- متلازمة كوشينغ
- فرط الدريقات
- ضخامة الأطراف
- فرط الدرقية
- قصور الدرقية

### أنواع أخرى من فرط ضغط الدم الثانوي
- أمراض الجهاز العصبي
- انقطاع النفس الانسدادي النومي
- عرقسوس
- تصلب الجلد
- الورم الليفي العصبي
- الحمل
- السرطانات
- الكحول
- أدوية مثل:
  - مزيلات الاحتقان الأنفية
  - أدوية ذات تأثير أدريناليني
  - مضادات الالتهاب اللاستيرويدية
  - مثبطات أكسيداز أحادي الأمين
  - وسائل تحديد النسل الهورمونية (خاصة التي تحتوي على إثينيل إستردايول)
  - الستيرويد
  - النيكوتين[3]
- تشوه الشريان الأبهر وبطء القلب والإقفار ممكن أن تؤدي لعدة أمراض مثل:
  - داء الصمام الأبهري
  - تضيق الأبهر
  - التصلب العصيدي
- فقر الدم
- الحمى
- فرط ضغط دم الرداء الأبيض أو فرط ضغط دم معطف المختبر
- فرط ضغط دم فترة الجراحة، وهو ارتفاع في الضغط يحصل قبل الجراحة وأثنائها وبعدها مباشرة، وقد يحدث عند التخدير

### أسباب كظرية
- الألدوستيرونية[4]
- متلازمة زيادة القشرانيات المعدنية الظاهرية[5][6][7][8][9]
- الألدوستيرونية القابلة للمداواة بالقشرانيات السكرية[10][11][12][13][14][15]
- داء كون[16][17][18][19]
- فرط نشاط قشر الكظر[20][21][22]

### أسباب كلوية
- داء الكلية متعددة الكيسات[23][24][25][26]
- أمراض الشرايين الكلوية (فرط ضغط الدم الناجم عن الأوعية الكلوية)[27][28][29]
- أورام الكلى[30]
  - ورم الخلايا المجاورة للكبيبة
  - ورم ويلمز
  - سرطانة الخلايا الكلوية
- أورام الخلية العصبية الصماء
- ورم القواتم[31]

### الأدوية
- مضادات الالتهاب اللاستيرويدية (مثل إيبوبروفين)[32][33][34][35][36]
- ادوية تحتوي على إستروجينات (مثل حبوب منع الحمل)
- مضادات الاكتئاب (مثل فنلافاكسين)
- بوسبيرون
- كاربامازيبين
- بروموكريبتين
- كلوزابين
- سيكلوسبورين[3]

بالإضافة لأعراض انسحابية تظهر بعد ترك خافضات ضغط الدم وهو ما يسمى بفرط ضغط الدم الارتدادي.

### الحمل
يصاب 11٪ من الحوامل بارتفاع ضغط الدم. ومن أهم مضاعفات ارتفاع ضغط الدم أثناء الحمل هي:
- مقدمات الارتعاج
- متلازمة هيلب
- الارتعاج

### اضطرابات النوم
- يمكن ملاحظة فرط ضغط الدم في حالات انقطاع النفس الانسدادي النومي.[45][46]
- داء بينزفانغر.[47]

### التعرض للزرنيخ
- انظر: التسمم بالزرنيخ

### نقص البوتاسيوم
إن نقص البوتاسيوم قد يؤدي لفرط ضغط الدم بسبب دور البوتاسيوم في تنظيم مستوى الصوديوم في الدم.